# Бекман, Леонид Карлович

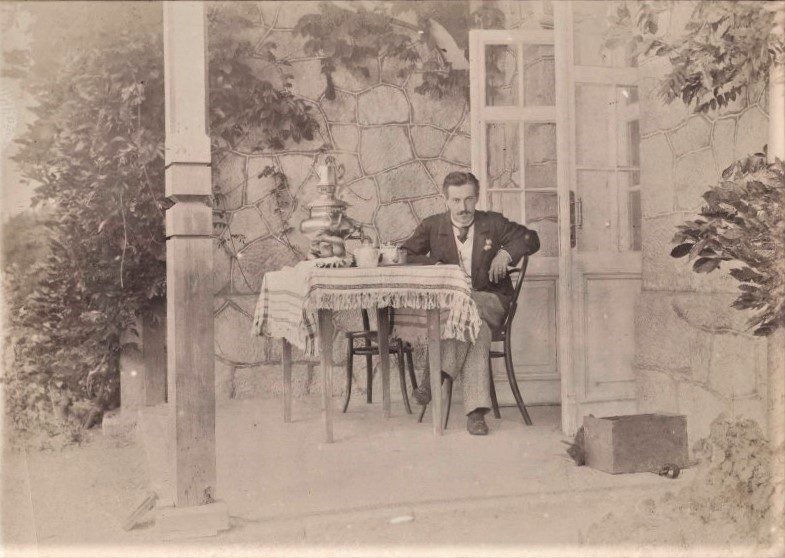
Леонид Бекман на террасе пансиона Погодиной в Алупке, 1898 г

Леонид Карлович Бекман (21 сентября 1871 — 11 ноября 1939) — русский и советский биолог, агроном; музыкант-любитель. Кандидат естественных наук. Потомственный дворянин.

## Биография
Окончил естественное отделение физико-математического факультета Московского университета. Учился также в Петровской (ныне Тимирязевской) сельскохозяйственной академии.
Известен как создатель мотива песни «В лесу родилась ёлочка».
30 октября 1905 года, в доме № 5 по Малому Патриаршему переулку, Леонид Бекман читал своей дочери Вере стихотворение «Ёлка» А. Э. (Раиса Адамовна Кудашева) из декабрьского номера журнала «Малютка» за 1903 год. Музыкальный мотив родился мгновенно для тех строчек, что были написаны простым четырёхстопным ямбом — со словами про трусишку-зайчика, сердитого волка, итоговую радость детишек.
Бекман спел спонтанно родившуюся мелодию дочери и даже сыграл её на фортепиано. Но, будучи любителем, он не знал нотной грамоты, и помощь в записи и гармонизации песенки оказала супруга Леонида Карловича, мама Верочки — высокопрофессиональный музыкант, выпускница Московской консерватории (с золотой медалью), ученица Н. С. Зверева,  П. А. Пабста и В. И. Сафонова Елена Александровна Бекман-Щербина, впоследствии известнейшая русская и советская пианистка и фортепианный педагог. 
Она вспоминала:

17 октября 1905 года моей старшей дочке Верочке исполнилось два года, и я утром подарила ей живую куклу — сестричку Олю, которая родилась в половине первого ночи, то есть тоже 17 октября. Верочка была в полном восторге. Пока я ещё лежала в постели, Леонид как-то сел за рояль, посадил Верика на колени и сочинил для неё песенку на стихотворение из детского журнала «Малютка» — «В лесу родилась ёлочка, в лесу она росла…» Верочка, обладавшая прекрасным слухом, быстро её выучила, а я, чтобы не забыть песенку, её записала. Впоследствии мы оба стали сочинять для детей и другие песенки. Так возник сборник «Верочкины песенки», выдержавший в короткий срок четыре издания, затем — «Оленька-певунья».— http://www.vmdaily.ru/article/19588.html
Есть другая версия цитаты:

Чтобы не забыть мелодию, я записала её, так как автор на этот счёт был «неграмотным» — просто не знал нот. Впоследствии мы оба стали сочинять для детей и другие песни и, чтобы не переписывать их без конца для наших знакомых, решили издать сборник с рисунками-силуэтами. Так появился сборник «Верочкины песенки», выдержавший за короткий срок четыре издания. А позже и второй «Оленька-певунья» — песни для второй дочки. Книжки имели большой успех. Песенки одобрили такие замечательные музыканты, как Танеев, сёстры Гнесины, Скрябин. А Рахманинов, однажды встретив меня в концерте, спросил: «Почему вы так мало пишете? У вас такие прелестные песенки!»— http://www.historyonesong.com/2009/11/v_lesu_rodilas_elochka_1
Похоронен на Новом Донском кладбище Москвы (участок № 3), рядом с родственниками.